# Roberto Bonadimani
Roberto Bonadimani (Sona, 27 aprile 1945) è un fumettista e illustratore italiano.
È l'unico fumettista italiano a essersi dedicato in maniera pressoché esclusiva alla fantascienza. Nel 1998 gli è stato conferito il premio Yellow Kid alla carriera.

## Biografia
Nato a Sona (provincia di Verona) nel 1945, ha sempre vissuto e lavorato a Verona.
Ha iniziato a disegnare a 10 anni. Concluso il percorso scolastico ha iniziato a lavorare come operaio in uno studio grafico e in seguito in una grande azienda del settore, dedicando tutto il proprio tempo libero al fumetto, cui si dedica a tempo pieno dal 1993 quando è entrato in pensione.
Fece il suo esordio come fumettista nel 1973, pubblicando inizialmente per le case editrici Sansoni, nelle collane SuperVip, Horror Pocket e Liber Pocket. Nel 1975 passò all'Editrice Nord, all'epoca concentrata nella fantascienza ma che in precedenza non aveva pubblicato fumetti.
Unico fumettista italiano a essersi dedicato esclusivamente al genere fantascientifico, è stato pubblicato su riviste quali Kosmos, Robot e Il Mago. Nel 1977 gli è stato conferito il Premio Italia per la sua opera complessiva.
Nel corso degli anni ha pubblicato vari racconti e illustrazioni oltre a quattro libri. La sua non grande produzione è stata quasi interamente raccolta dall'Editrice Nord sulla rivista Cosmoinformatore - nella quale iniziò a pubblicare la fortunata serie Cittadini dello spazio - e in volumi.
In seguito ha pubblicato Rosa di Stelle, Anyha l'Amazzone e I Signori dei Sogni, anch'essi raccolti in volume.
Con la raccolta Cittadini dello spazio (1977) mostrò la sua predilezione per la creazione di mondi alieni; Bonadimani si è dedicato ai personaggi femminili con Uri (1977-1978 su Robot), in cui descrive un popolo di amazzoni, e con Anyha del 1980, a sua volta un'amazzone.
Per l'editrice Scarabeo di Torino ha disegnato due serie di tarocchi, chiamate Tharbon e Il Bestiario.
Con l'etichetta indipendente Self Press, nel 2016 pubblica l'inedito VerdeCaos e nel 2018 la raccolta di racconti Il Destino dei Semidei.
Ancora con Luca Pozza nel 2019 pubblica "La Porta del Sole" un fumetto a tiratura limitata per Varchi Comics.

## Stile
Bonadimani, fin dall'inizio della propria carriera di fumettista, ha rifiutato di utilizzare lo schema rigido delle tavole con vignette riquadrate ordinatamente, preferendo ricrearle ogni volta in maniera libera, a seconda delle esigenze narrative. La sua opera è caratterizzata da un'attenta distribuzione dei bianchi e dei neri e dalla meticolosità e dall'accuratezza degli sfondi. Nella seconda parte della sua carriera passa anche a padroneggiare il colore, conferendo ai propri disegni una morbidezza del tratto che in precedenza non avevano.
Le sue storie mescolano in un tutt'uno elementi onirici, surreali e barocchi.

## Premi
Ha raccolto numerosi premi di settore, in particolare con la raccolta Cittadini dello spazio (1977).
Ha vinto ininterrottamente in ogni edizione dal 1976 al 1981 il Premio Italia nella categoria fumetto (nel 1976 per la sua serie su Cosmoinformatore, nel 1977 per la sua opera complessiva, nel 1978 per Eram del sogno, nel 1979 per Rosa di stelle, nel 1980 per Metamorfosi, nel 1981 per Anyha l'amazzone).
A Lucca Comics 1998 gli è stato conferito il premio Yellow Kid alla carriera.